# Edith Hayllar
Edith Hayllar, née en 1860 et morte en 1948, est une artiste britannique.

## Biographie
Elle est la fille de James Hayllar (en), un artiste victorien reconnu pour ses peintures de genre. La famille d'Edith Hayllar est entièrement composée d'artistes, dont ses trois sœurs : Jessica, Mary et Kate. Ensemble, résidant dans un domaine de Wallingford en Angleterre, les quatre filles suivent un régime victorien strict de quatre à dix cours d'art par jour pour assurer une bonne maîtrise des techniques artistiques de base telles que les proportions. En plus de leur programme d'entraînement rigoureux, les filles passent le reste de leur temps au domaine à s'adonner à des activités relaxantes comme les sports de plein air, la peinture en plein air et le jardinage. Ces scènes domestiques de loisir deviennent le sujet des peintures les plus célèbres des sœurs.
De toutes les sœurs, Jessica Hayllar et Edith Hayllar sont les peintres les plus connues, toutes deux spécialisées dans la peinture de genre comme leur père. Les peintures d'Edith Hayllar, contrairement à d'autres artistes féminines de l'époque, ne remettent pas en question les termes de « dépendance féminine », mais jouent plutôt un rôle essentiel dans la représentation des femmes et de la domesticité en peignant des scènes de femmes cachées dans des intérieurs domestiques avec leurs familles. Le style de peinture de Hayllar met l'accent sur la symétrie et l'ordre, montrant des femmes qui dirigent un ménage bien organisé et délimitant clairement la place de la femme à un moment donné de leur vie.

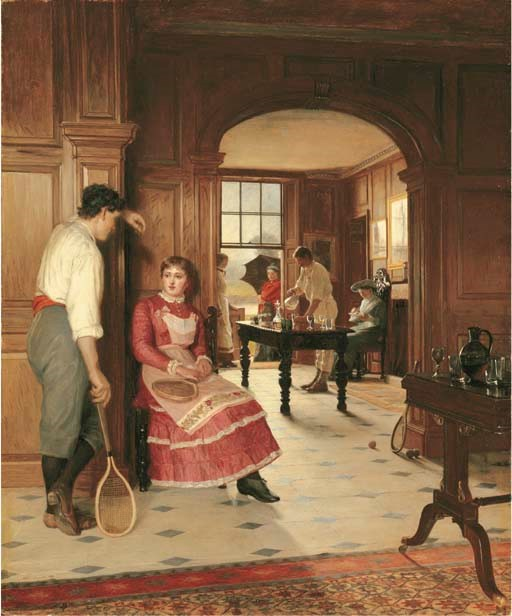
Douche d'été, vers 1893

Hayllar a des peintures exposées presque chaque année depuis les années 1880-1890 à l'Institute for Oil Painters et à la Dudley's Gallery. En 1881, elle expose sa première pièce à la Royal Society of British Artists à Londres, puis un an plus tard, en 1882, une autre pièce est exposée à la Royal Academy of Arts. De toutes ses peintures, la plus célèbre d'Edith Hayllar est une pièce, intitulée Douche d'été de 1893, représentant un homme avec une raquette de badminton faisant la cour à une jeune femme assise sur une chaise à côté de lui et appelée « l'une des scènes de genre les plus charmantes du XIXe siècle ».
Elle cesse de peindre lorsqu'elle épouse le révérend Bruce MacKay vers 1900.